# Монастырь бернардинцев (Слуцк)

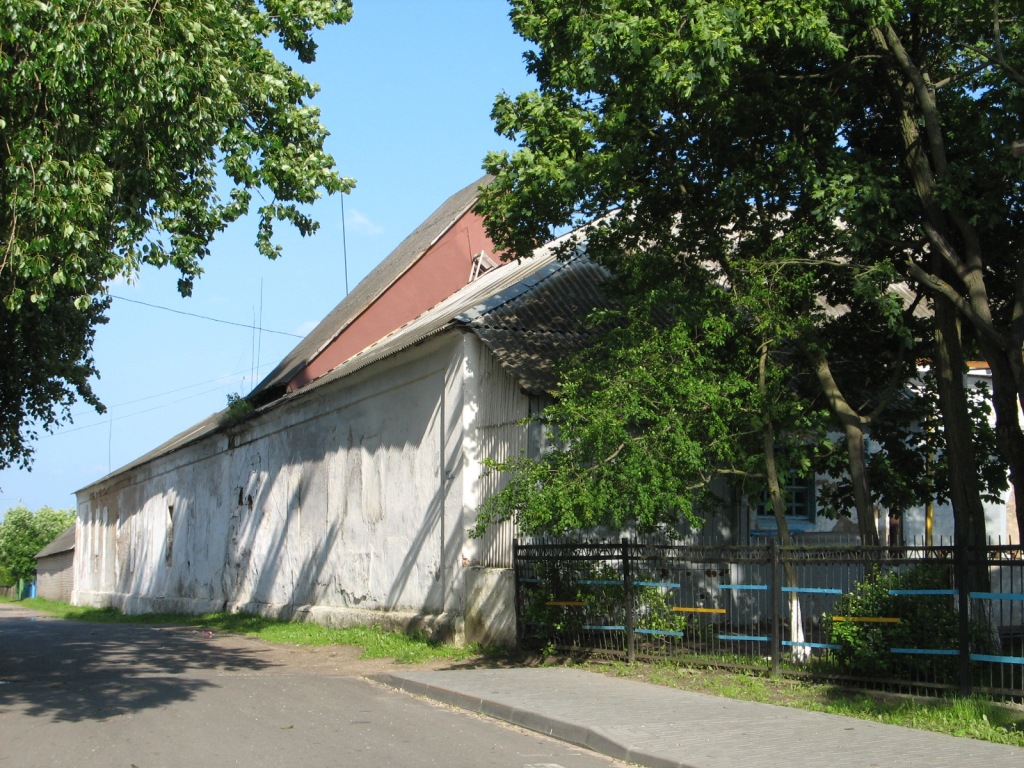
Сохранившийся корпус монастыря бернардинцев

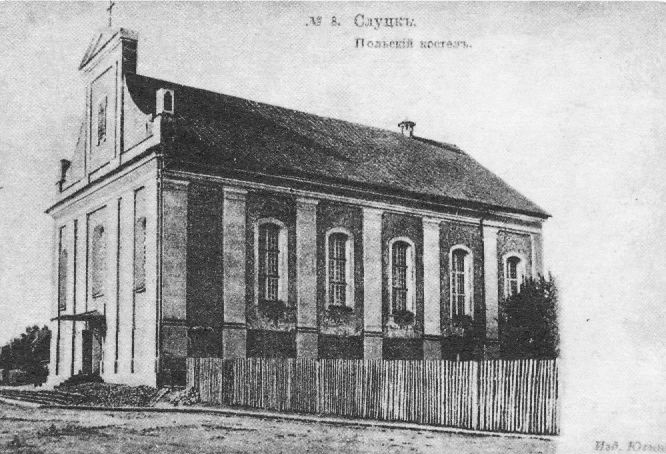
Костёл святого Антония

Монастырь бернардинцев (Слуцк) — памятник архитектуры XVIII века, находящийся в Слуцке.

## История
Монахи-бернардинцы прибыли в Слуцк из Несвижа в 1661 году. Они уже имели в собственности земельный участок, находившийся на берегу Случи, напротив старого замка. Эти земли им передал мозырский староста Самуэль Аскерко, предварительно выкупив их с разрешения Слуцкого князя Богуслава Радзивила. В том же 1661 году, бернардинцы возвели на подаренной земле каплицу, а в 1734 году на том же месте были построены деревянные здания монастыря и костёла. По одним источникам, каменное здание монастыря начало сооружаться в 1770 году, по другим — в 1793.
В 1812 году вместо сгоревшего деревянного костёла был построен кирпичный храм. После восстания 1832 года слуцкий бернардинский монастырь был закрыт. Костёл превращён в православную церковь, а монастырь использовался как казарма. После того как войска покинули город, храм не действовал.
После восстания 1832 года бернардинцев из Слуцка перевели в Несвиж, а с 1860 года они прекратили свою деятельность на территории Беларуси. В 1852 году костёл вернули католикам. Действовал он до 1933 года и был снесён в начале 1950-х годов. В бывшем монастырском здании после революции размещался уездный военкомат. Позже там был организован военный госпиталь.
Во время Второй мировой войны немцы приспособили его обширные подвалы под бомбоубежище. Во второй половине XX века в подвале монастыря был найден немецкий архив времён Второй мировой войны, местонахождение которого на данный момент неизвестно.
Каменный одноэтажный монастырский комплекс со склепом удлинённой центральной частью стоял на улице Казачьей (теперь — Красноармейская). В склепах под монастырём находились гробницы Слуцких князей Радзивиллов, а в костёле ещё в конце XIX века (по воспоминаниям современников) сохранялась специальная шкатулка с сердцем князя Иеронима Радзивилла. Умер он в Польше, там и был похоронен, однако сердце его привезли в Слуцк, который он очень любил.

## Костёл святого Антония Падуанского
Костёл святого Антония Падуанского — храм бернардинского монастыря, построенный в 1734 году. Здание представляло собой трёхнефную деревянную базилику. Самый высокий средний неф, покрытый двухскатной крышей, над алтарной частью завершался небольшим куполком сигнатуркой. На главном фасаде центральный вход фланкирован двумя трёхъярусными купольными башнями. На левой были часы. К ней был пристроен двухэтажный монастырский корпус. В 1812 г. (по другим данным — в 1815 г.) монастырь был уничтожен пожаром.
На протяжении 1817—1820 гг. вместо сгоревшего возводится каменный костёл святого Антония. Это была без башенная базилика, накрытая двухскатной крышей с купальной сигнатуркой и вальмой над алтарной частью. Главный фасад завершался двухъярусным фигурным фронтоном. Стены, перерезанные лучковыми окнами, декорировались пилястрами. Внутреннее пространство делилось восемью колоннами на три нефы. Тут размещалось три алтаря: святого Антония, Пресвятой Богородицы и святого Франциска. Левой стеной со стороны алтаря храм примыкал к каменному монастырскому корпусу, где имелся проход из одного здания во второй.

### Бернардинцы и Слуцкая бэра
Бернардинцы оставили в Слуцке значимый след в разных сферах жизни, в том числе вывели знаменитый сорт груши — «Слуцкую бэру».
Бернардинцы имели большой земельный участок с садом и огородом. На плане Слуцка конца XVIII века он показан с левой стороны улицы Островской (нынешний Крестьянский переулок), напротив православной Рождественской церкви. Теперь эту территорию занимает многоэтажная и частная застройка за Молодёжным центром. Скорее всего, занимаясь агрономическими делами, бернардинцы вывели оригинальную разновидность бэры, которая стала популярной и разошлась по садам Случчины. О том, что слуцкая бэра имеет именно такое происхождение, свидетельствует барон Стаэль (бывший градоначальник Слуцка), автор воспоминаний о городе, описавший Слуцк 1820—1840-х годов. Барон хорошо знал предмет повествования. По его словам, тогда эту грушу местные жители называли бернардинкой. Предание о происхождении груш сохранялось долго и даже побудило белорусского поэта Алексея Русецкого написать стихотворение, посвящённое слуцкой бэре. В нём есть такие строки:
- Кажуць, жыў манах, што страціў веру
- У святыя райскія плады,
- Сам, на зайздрасць Богу, вывеў бэру
- І пусціў у слуцкія сады[9].

- Говорят, жил монах, что потерял веру
- В святые райские плоды
- Сам, на зависть Богу, вывел бэру
- И пустил в слуцкие сады

## Внешний вид
Кирпичный костёл Святого Антония с чертами барокко имел довольно скромный внешний вид: прямоугольный в плане объём, три алтаря, орган.